# 馬自達H族引擎
馬自達H族引擎是由日本馬自達汽車公司研發、生產的往復式活塞直列四缸DOHC汽油引擎，全球首具量產的壓縮點火（將汽油以壓燃的方式燃燒，而非傳統的點燃）汽油引擎。該系列引擎自2020年起陸續發表，一般原廠統稱為SKYACTIV X引擎。

## 概要
SKYACTIV X引擎採用火花控制壓燃點火技術（Spark Controlled Compression Ignition，縮寫成SPCCI），以柴油引擎的壓燃點火技術應用在汽油引擎上，達成稀薄燃燒的目的，利用火星塞控制壓縮點火的時機及15：1的超高壓縮比，實現兼具柴油引擎省油、高扭力以及汽油引擎高轉輸出、低排放的優點。先前美國通用汽車、德國戴姆勒汽車、韓國現代汽車均曾從事相關研發工作，最後卻無疾而終，主因在於難以控制引擎爆炸產生動力的時機。
汽油噴入汽缸內燃燒的過程屬於預混燃燒，在空燃比的限制下不可能無止盡地縮減噴油量以達成節能之目的，因為一旦空氣與汽油的混合比低於可燃極限（flammability limits）便會造成不點火（misfire）。為了突破空燃比的限制必須讓汽油自燃，然而一般汽油的自燃溫度為280℃上下，因此營造汽缸內燃燒環境的條件要比柴油引擎嚴苛。在不大幅更動內燃機結構的前提之下，快速壓縮空氣（或混合氣體）是一種可以直接營造此種高溫燃燒環境的有效方式。
馬自達提出的SPCCI火花控制壓燃點火技術，其運作原理是進氣行程時先噴入燃油，隨後進氣門關閉、活塞上行開始壓縮混合油氣。待活塞接近上死點時，噴油嘴再度噴入少許燃油，火星塞也在此刻同時點火，於是在燃燒室上端形成一個小型火焰球。隨著這團火焰球向下擴張（原廠稱為「空氣活塞」），配合活塞上行的壓縮，因此「上下一起壓縮」將油氣壓燃。為了幫助壓燃進氣點火，進氣端還設置了一具魯氏機械增壓器。總括而言，SPCCI技術在同一個燃燒循環中融合了分層燃燒與均質燃燒的概念，亦可視為引擎在輕微爆震的狀態下運作。
嚴格來說SKYACTIV X引擎只是融入壓燃的概念，其運作方法與柴油引擎仍存在著相當大的差異。第一個差異是點火方式及點火正時，前者仍須仰賴火星塞，後者則是噴油即點火。其次SPCCI模式仍是以奧圖循環（Otto cycle）或阿特金森循環（Atkinson cycle）（馬自達習稱為「米勒循環」）運作，亦即學理上所謂的「等容循環」，與柴油引擎的「等壓循環」並不一樣。第三個差異是前者所壓縮的是混合油氣，後者則為純空氣。最後一點是原則上可將SKYACTIV X引擎當作均質燃燒，柴油發動機則是非均質燃燒。
2020年11月加入中度混合動力24V油電系統，原廠稱之為「e-SKYACTIV X」。此套系統由ISG整合式啟動發電機（Integrated Starter Generator）、DC/DC直流電轉換器、24V鋰離子聚合物電池、煞車動能回收系統等四種元件組合而成，可將煞車動能回收儲存在電池裡，然後將電能供應給音響、全車燈光等電裝品使用，以減輕引擎發電的負擔，並且讓i-Stop怠速熄火系統的啟動更柔和。

## 2.0L（HF-VPH型）

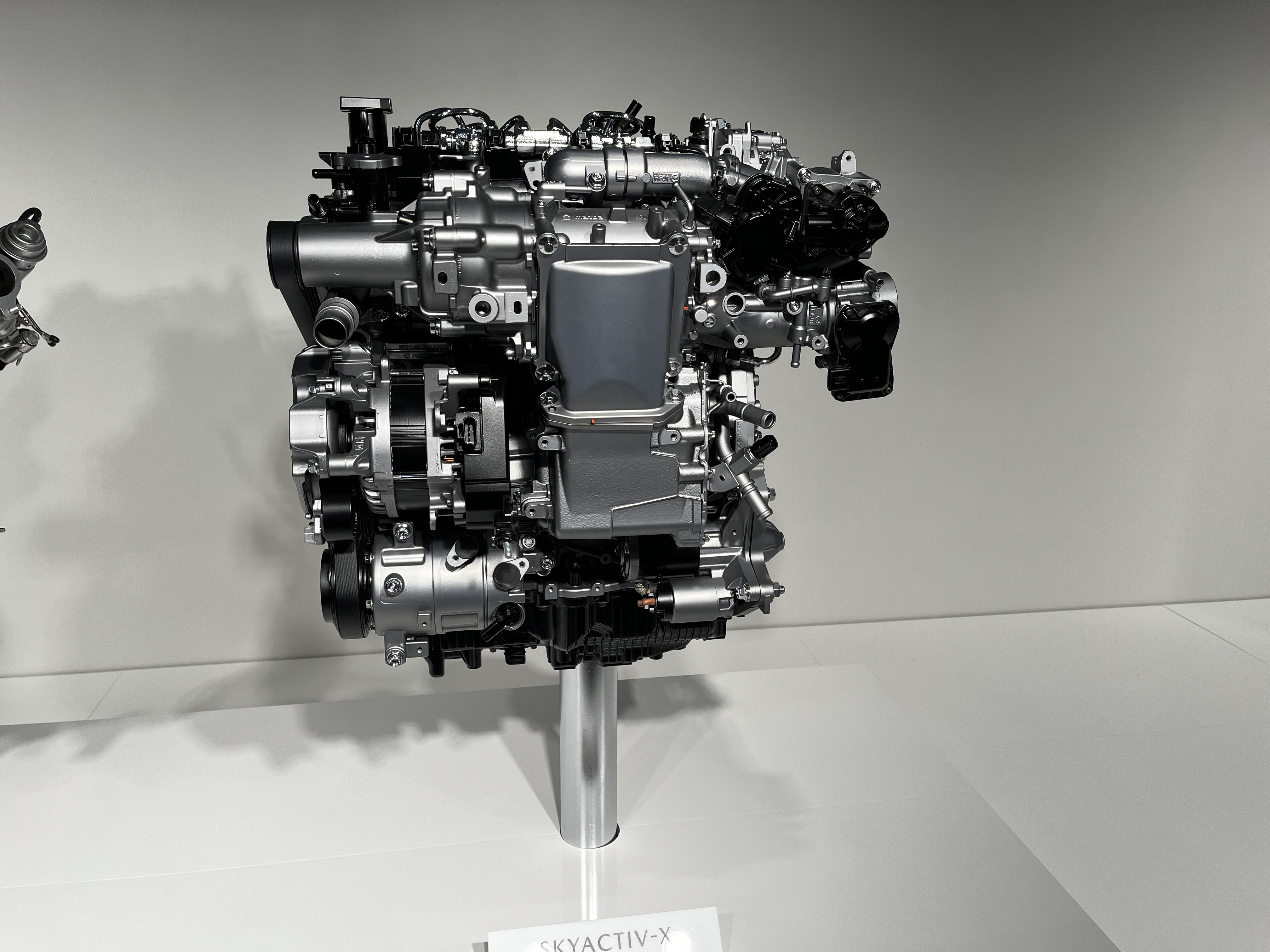
馬自達博物館所展示的SKYACTIV-X引擎

排氣量1,997c.c.的HF-VPH型引擎之缸徑為83.5mm、衝程91.2mm，壓縮比15.0:1（日規版）或16.3:1（歐規版）。採用水冷式直列四缸、DOHC、16閥門之設計，最大馬力為180ps / 6,000rpm或190ps / 6,000rpm（SPIRIT1.1改良版）、扭力峰值為22.8kg・m / 3,000rpm或24.5kg・m / 4,500rpm（SPIRIT1.1改良版）。車型：
1. 第四代馬自達3
2. 第一代馬自達CX-30

## 外部連結
- 動力科技講堂第一集：Mazda Skyactiv-X引擎完整解析 （页面存档备份，存于）
- U-Car專題：世界首款量產壓燃式汽油引擎─Mazda Skyactiv-X引擎科技 （页面存档备份，存于）
- 萬事得E-SKYACTIV-X技術 （页面存档备份，存于）